# SK Sigma Olomouc
El SK Sigma Olomouc és un club de futbol txec de la ciutat d'Olomouc.

## Història
Evolució del nom:
- 1919: FK Hejčín Olomouc (Fotbalový klub Hejčín Olomouc)
- 1920: SK Hejčín Olomouc (Sportovní klub Hejčín Olomouc)
- 1947: Hejčínský SK Banské a Hutní Olomouc (Hejčínský Sportovní klub Banské a Hutní Olomouc)
- 1948: ZSJ BH Olomouc (Základní sportovní jednota Banské a Hutní Olomouc)
- 1949: Sokol MŽ Olomouc (Sokol Moravské železárny Olomouc)
- 1952: Sokol Hanácké železárny Olomouc
- 1953: DSO Baník MŹ Olomouc (Dobrovolná sportovní organizace Baník Moravské železárny Olomouc)
- 1955: TJ Spartak MŽ Olomouc (Tělovýchovná jednota Spartak Moravské železárny Olomouc)
- 1960: TJ MŽ Olomouc (Tělovýchovná jednota Moravské železárny Olomouc)
- 1966: TJ Sigma MŽ Olomouc (Tělovýchovná jednota Sigma Moravské železárny Olomouc)
- 1979: TJ Sigma ZTS Olomouc (Tělovýchovná jednota Sigma ZTS Olomouc)
- 1990: SK Sigma MŽ Olomouc (Sportovní klub Sigma Moravské železárny Olomouc, a.s.)
- 1996: SK Sigma Olomouc (Sportovní klub Sigma Olomouc, a.s.)

## Palmarès
- 2 Copa txeca: 2012, 2025.
- 1 Supercopa txeca: 2012.

## Jugadors destacats
- Robert Caha
- David Rozehnal
- Marek Špilár
- Tomáš Ujfaluši
- Radoslav Kováč
- Radim Kučera
- David Kobylík